# Otto III von Bentheim
Otto III von Bentheim (zm. w 1379 r.) – hrabia Bentheimu w latach 1344–1364.
Urodził się w Bentheimie jako drugi syn hrabiego Jana i jego żony Matyldy zur Lippe. Przeznaczony był do stanu duchownego. Władzę objął po niespodziewanej bezpotomnej śmierci starszego brata, Simona. Prowadził pokojową politykę, skupiając się na rozwoju gospodarczym państwa. W 1364 r. abdykował i został proboszczem w Padebornie.